# NGC 7233
NGC 7233 је спирална галаксија у сазвежђу Ждрал која се налази на NGC листи објеката дубоког неба.
Деклинација објекта је - 45° 50' 47" а ректасцензија 22h 15m 49,0s. Привидна величина (магнитуда) објекта NGC 7233 износи 12,2 а фотографска магнитуда 13,1. Налази се на удаљености од 22,7000 милиона парсека од Сунца. NGC 7233 је још познат и под ознакама ESO 289-8, AM 2212-460, IRAS 22127-4605, PGC 68441.